# La Bella Dorment (conte)
El tema de La bella dorment o La bella del bosc dorment és una rondalla de tradició europea.
La primera edició coneguda data del 1634 amb el títol de «Sole, luna i Talia» (Talia és el nom de la princesa en aquesta versió) al recull de contes europeus traduïts al napoletà del Pentamerone de Giambattista Basile.
El 1679 Charles Perrault en va fer una nova versió al recull Històries i contes de temps passats, amb el títol de «La Belle au bois dormant», amb el qual és universalment coneguda. El 1812 els germans Grimm en publiquen una nova versió feta a partir de la de Perrault, al Kinder- und Hausmärchen (KHM), amb el títol de « Dornröschen» (‘Rosaspina’ KHM 50). L'adaptació al català per Carles Riba va nomenar el personatge principal del conte amb el nom floral d'«Englantina», tal com es va fer a Islàndia i a la resta de llengües. Tanmateix, els traductors moderns han renunciat a dir Englantina o Englantineta a la protagonista i a la rondalla, i han passat a dir-ne La bella dorment que, en realitat, s'hauria de reservar per a Sleeping Beauty de Walt Disney o La Belle au bois dormant Charles Perrault. Moltes versions han seguit en films, òpera, teatre i llibres: des de la versió edulcorada de Disney fins a una versió gai per Peter Cashorali: «The Beauty in the Mountain of Ice» (‘El bell dins del Mont de Gel’).

## Argument
Una dolça i bonica princesa coneguda segons les versions com a Talia, Englantina, Rosaspina, Dornröschen o la Bella Dorment és maleïda per una bruixa o una fada malvada al dia del seu naixement: en fer quinze o setze anys es punxarà el dit amb un fus d'una filosa i morirà. Una fada bona intenta treure-li poder mig trencant l'encanteri de la bruixa o fada malvada i el reformula dient que la princesa, en fer quinze anys i punxar-se el dit caurà adormida en un son profund durant cent anys, fins que tingui la desperti un príncep, aquell que realment l'estimi i superi diversos perills per trobar-la. Després de superar les proves la despertarà del seu somni profund amb un petó d'amor veritable. En la versió de Charles Perrault, la història continua. La reina dolenta, la mare del príncep, hi és una ogressa, que vol menjar els nets i finalment també la princesa protagonista, la Bella Dorment.

## Anàlisi

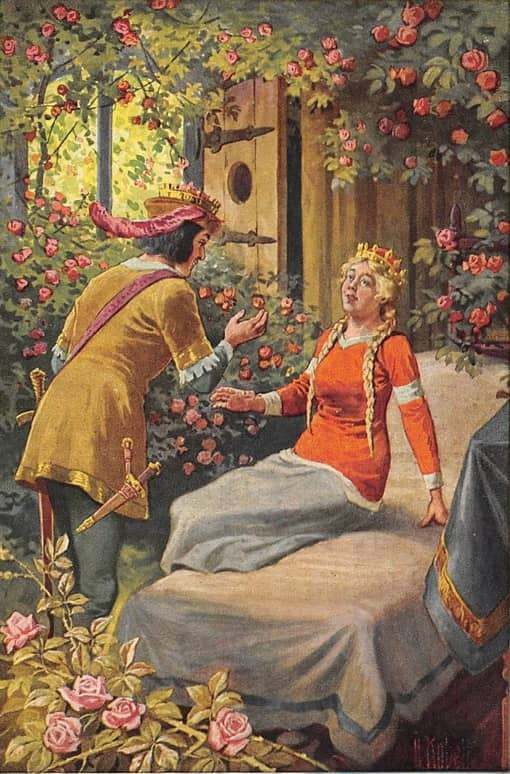
Otto Kubel (1868 – 1951)

Té la categoria AT410 en la Classificació Aarne-Thompson. El conte sembla ser un recull de motius anteriors amb una nova narració. El tema de la donzella adormida per sempre i que un home desperta després de mil aventures per atènyer l'estimada apareix en moltes rondalles, com ara en el conte occità de la primeria del segle xiv «Blandín de Cornualla» i o «Fraire de Joi e sor de Plaser» en català aprovençalat o encara al Perceforest medieval. Altres temes arquetípics són la benedicció al naixement que una fada o espèrit malèfic transforma en maledicció i la impossibilitat d'escapar del fat.
El fet que es punxi el dit cosint ve de les referències mitològiques (el fil de la vida, les parques…). El conte és, doncs, un exemple del tema de la inevitabilitat del destí, el que intenta conjurar el rei, però no pot impedir que la seva filla trobi la filosa. Igualment, la bruixa del seu bateig recorda la deessa Eris (filla de Nix), que, enfadada per no haver estar convidada a un casament, desencadena una guerra amb la Poma de la Discòrdia.
Com moltes rondalles, ofereix un bon exemple de com aquestes narracions ajuden no només a entendre les crisis de la vida sinó també a superar-les. La rondalla es pot veure com una metàfora del que passa quan uns pares desesperats per no tenir fills per fi tenen descendència, i llavors sobreprotegeixen l'infant nascut després d'anys de neguit. Per por de perdre-la, els pares mantenen la criatura allunyada de totes les experiències potencialment doloroses. El rei prohibeix a tot el regne totes les filoses, metàfora del perill, i l'infant no aprèn a esquivar els perills de la vida que inevitablement un dia es presenten. Bettelheim hi veu una metàfora del fet que els pares no poden esquivar el despertar sexual dels fills.
Altres psicoanalistes n'han fet la reducció habitual: el fus de filosa és un penis, la sang és la menstruació, o la pèrdua de la virginitat, etc. Crítiques feministes veuen el símbol misògin de la passivitat de la princesa protagonista, que només dorm fins que és rescatada i el seu nom queda ocult sota la bellesa física del títol de l'obra. Hi veuen un esquema arcaic que confirma els estereotips de la desigualtat entre homes i dones. La filòloga balear Caterina Valriu Llinàs, especialista en rondalles, ho veu més matisat: «La solució no rau a substituir aquestes històries per altres de noves més d’acord amb els valors de moda ni tampoc a capgirar-les, sinó a ampliar el nostre repertori amb contes de tradició oral més diversos, buscar els que parlen de dones emprenedores, dels prínceps que usen més l’enginy que la força, dels reis capaços de dictar lleis i sentències justes, dels animals solidaris.» No s'ha de limitar a la selecció desgastada, gairebé caricatural, que es va popularitzar al segle xix i fruir de la riquesa temàtica de les rondalles.